# Sac de sable
Un sac de sable est un sac fabriqué en toile de jute, polypropylène ou à partir d'autres matériaux, qui est rempli avec du sable ou de la terre et utilisée à des fins telles que la maîtrise des crues, la fortification militaire, la protection des fenêtres en verre dans les zones de guerre et comme ballast.
L'avantage des sacs de sable est que la toile de jute et le sable sont peu coûteux, et que les sacs peuvent être transportés vides et remplis de sable ou de terre localement.

## Utilisation
Les sacs de sable peuvent être utilisés en cas d'urgence lorsque les rivières menacent d'inonder, ou lorsqu'une digue est endommagée. Ils peuvent également être utilisés dans des situations non urgentes (ou après une situation d'urgence) comme base pour de nouvelles digues, ou d'autres structures de contrôle des eaux. Les sacs de sable ne sont pas toujours une mesure efficace en cas d'inondations car l'eau finira par s'infiltrer à travers les sacs et les matériaux plus fins, comme l'argile, et pourra s'échapper à travers le tissu. Après usage, les sacs de sable secs peuvent être stockés pour une utilisation future.
L'armée utilise des sacs de sable pour les fortifications de campagne, ou comme mesure temporaire pour protéger les structures civiles. Comme la toile de jute et de sable sont peu coûteux, de grandes barrières de protection peuvent être érigé pour un coût modique. Le frottement créé par le déplacement de la terre ou des grains de sable et de multiples minuscules poches d'air fait du sac de sable un dissipateur efficace du souffle d'explosions. Les dimensions et le poids des sacs de sable servant aux fortifications sont calculés pour que les sacs puissent se bloquer entre eux comme des briques sans être trop lourds à soulever et à déplacer. Ils peuvent être utilisés comme revêtement dans des excavations, ou comme murs autoporteurs sur des sols où des fouilles sont difficiles à réaliser.
Comme la toile de jute des sacs de sable se détériore assez rapidement, les structures en sacs de sable qui sont destinées à rester en place pendant une longue période peuvent être enduites avec un coulis de ciment Portland pour réduire les effets de la pourriture et de l'abrasion. Les sacs de sable en coton durent beaucoup plus longtemps que ceux faits en toile de jute et sont donc préférables pour une utilisation à long terme. Cependant, la grande majorité des sacs de sable utilisé par les forces militaires modernes et de prévention des inondations sont en polypropylène tissé. La disponibilité des sacs pour le personnel militaire, leur taille et leur construction, a parfois mené à leur utilisation comme cagoule de fortune pour les prisonniers de guerre.

## Autres usages
Des sacs de sable sont également utilisés comme ballast, et comme contrepoids dans les coulisses de théâtre.
Les sacs de sable sont employés au moins depuis la fin du XVIIIe siècle. Ils ont longtemps été remplis manuellement à l'aide de pelles. Depuis les années 1990, les machines de remplissage sont devenues courantes, ce qui permet un travail plus rapide et plus efficace.
Des sacs de sable (mais aussi d'autres objets, comme des morceaux de chenilles par exemple) ont régulièrement été utilisés comme blindage improvisé sur des chars de combat, en premier lieu durant la Seconde Guerre mondiale : ils permettaient en effet d'offrir une - très relative - protection, surtout contre les armes à charges creuses (de type lance-roquette par exemple). L'utilisation d'une technique aussi artisanale est particulièrement attestée sur des Sherman, dont le faible blindage de base ne rassurait pas beaucoup les équipages américains en cas de tir ennemi au Panzerfaust. Cela entraînait néanmoins une augmentation plus ou moins prononcée du poids du véhicule, avec plusieurs handicaps : mobilité entravée, essieux des trains de roulement usés prématurément, consommation de carburant plus importante, ponts plus fortement fragilisés en cas de franchissement, etc. 
Des sacs de sable sont également utilisés comme lest, lors d'exercices de musculation, ou dans des voitures à propulsion pour augmenter la motricité dans des conditions météorologiques défavorables.
Des sacs de sable sont souvent utilisés pour stabiliser temporairement le sol contre l'érosion, comme face à l'océan lorsque les fondations de structures ont été minées par de grosses vagues.
Des sacs de sable sont également utilisés dans la construction de logements durables (du point de vue environnemental) bon marché.

## Dans le langage courant
Le mot peut également se référer à une arme simple, consistant en un petit sac rempli de sable conçu pour une utilisation comme gourdin, généralement par des criminels.